# Arthur Essing
Arthur Essing (* 15. Februar 1905 in Essen; † 28. Februar 1970 in München) war ein deutscher Radrennfahrer.

## Sportliche Laufbahn
Essing war im Straßenradsport aktiv. Er war Teilnehmer der Olympischen Sommerspiele 1928 in Amsterdam. Das olympische Straßenrennen beendete er nach einem Raddefekt nicht. Deutschland kam mit den Startern Bernhard Stübecke, Paul Koch, Artur Essing und Otto Kürschner nicht in die Mannschaftswertung, da nur Koch das Ziel erreichte.
1928 gewann er Rund um Köln bei den Amateuren. Es folgten Siege bei Rund um Wiesbaden und Rund um Freiburg. 1929 wurde Essing Berufsfahrer im Radsportteam Diamant. 1935 wurde er wieder Amateur und gewann Bochum–Münster–Bochum mit neuem Streckenrekord. Er nahm dreimal an der Deutschland-Rundfahrt teil, belegte sowohl 1930 als auch 1947 den 16. Platz und schied 1948 aus. Wenige Tage nach seinem 65. Geburtstag verunglückte er bei einer Fahrt in den Urlaub mit seiner Frau tödlich bei einem Verkehrsunfall auf der Autobahn bei München.